# Paróquia de Claiborne
A Paróquia de Claiborne é uma das 64 paróquias do estado americano da Luisiana. A sede da paróquia é Homer, e sua maior cidade é Homer. A paróquia possui uma área de 1 988 km² (dos quais 33 km² estão cobertas por água), uma população de 16 851 habitantes, e uma densidade populacional de 9 hab/km² (segundo o censo nacional de 2000). 